# Sino-Canadiens
Les Sino-Canadiens sont une importante minorité ethnique du Canada. Ils sont originaires du monde chinois. En 2011, il y avait 1 487 580 Canadiens d'origine chinoise. Les premiers Chinois sont arrivés en 1788. Aujourd'hui, ils habitent surtout en Colombie-Britannique, en Ontario, au Québec et en Alberta.  
Les Sino-Canadiens ont vécu certaines difficultés. Ils ont dû effectuer les tâches ouvrières du Canadien Pacifique. Leur immigration fut restreinte par Mackenzie King en 1923, mais ils purent venir en grand nombre après la Seconde Guerre mondiale. 
Plusieurs personnalités sino-canadiennes sont connues d'un large public : Olivia Chow, Wei Chen, Alan Lowe, Lily Kwan et Raymond Chan. Changpeng Zhao est un billionaire et homme d'entreprise d'origine chinoise, il est le canadien le plus riche avec une fortune estimée à 59,2 milliards de dollars par Forbes en septembre 2024.